# Angelica dailingensis
Angelica dailingensis är en flockblommig växtart som beskrevs av Z.H.Pan och T.D.Zhuang. Angelica dailingensis ingår i släktet kvannar, och familjen flockblommiga växter. Inga underarter finns listade i Catalogue of Life.